# Beige Planet Mars
Beige Planet Mars es una novela original de Lance Parkin y Mark Clapham de la arqueóloga ficticia Bernice Summerfield. Las New Adventures fue un derivado de la serie de televisión británica de ciencia ficción Doctor Who.

## Argumento
La novela está ambientada en Marte y se basa en representaciones anteriores del planeta en las New Adventure.